# Dayukou
Dayukou (kinesiska: 大玉口) är en köping i sydöstra Kina. Den ligger i Fengkai härad i staden Zhaoqing i provinsen Guangdong, omkring 170 kilometer väster om provinshuvudstaden Guangzhou. Antalet invånare är 11 279. Befolkningen består av 5 489 kvinnor och 5 790 män. Barn under 15 år utgör 27,0 %, vuxna 15-64 år 61 %, och äldre över 65 år 11,0 %.